# Geranomyia subgaudens
Geranomyia subgaudens là một loài ruồi trong họ Limoniidae. Chúng phân bố ở những vùng nhiệt đới.